# Вишкув-Шльонський
Вишкув-Шльонський (пол. Wyszków Śląski, нім. Wischke) — село в Польщі, у гміні Ниса Ниського повіту Опольського воєводства.
Населення — 586 осіб (2011).

## Демографія
Демографічна структура станом на 31 березня 2011 року:
|          | Загалом | Допрацездатний вік | Працездатний вік | Постпрацездатний вік |
| -------- | ------- | ------------------ | ---------------- | -------------------- |
| Чоловіки | 285     | 53                 | 212              | 20                   |
| Жінки    | 301     | 51                 | 199              | 51                   |
| Разом    | 586     | 104                | 411              | 71                   |